# Laogai

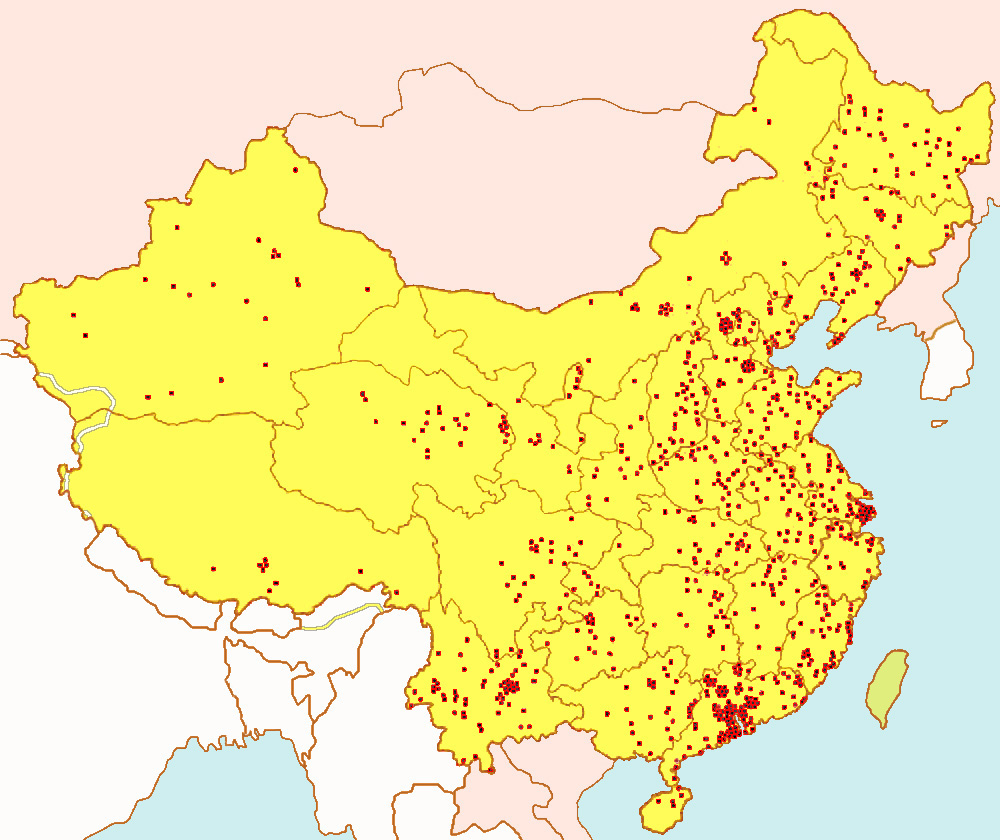
Mapa de laogai a la Xina

Laogai (en xinès 勞改, en pinyin: láo găi). És l'abreviació de Laodong Gaizao (reeducació mitjançant el treball).
És el sistema de repressió vigent a la Xina des de fa més de 60 anys, basat en camps d'internament (més de 1000) que es va instaurar en aquest país arran del naixement del règim de Mao Tse Tung. Els presoners eren obligats a realitzar treballs forçats per la qual cosa, econòmicament, va tenir una gran importància. Hi van estar internades milions de persones al llarg dels anys; alguns eren gent condemnades per actes criminals, però molts hi eren per dissidència o crítics amb les autoritats comunistes. El conveni de la OIT de 25 de juny de 1957 relacionat amb el treball forçat per motius polítics no va ser mai ratificat per la Xina).
En aquest sistema existeixen tres categories diferents:
- Laogai: Els convictes segons l'article 41 del Codi Criminal Xinès, Els interns eren sotmesos a duríssimes condicions de vida
- Laojiao: Els interns eren els qui havien comès una infracció de caràcter administratiu. L'internament era més curt que en el cas anterior
- Jiuye: Solien ser deportats que cobraven un petit sou.

Arran de les crítiques internacionals, es va deixar de fer servir el terme Laogai i s'utilitzà el de jianyu (presó).
El govern xinès considera que les dades sobre els laogai són secrets d'estat